# Puffing Billy (locomotiva)
Puffing Billy é a mais antiga locomotiva a vapor ainda existente no mundo, tendo sido construída entre 1813 e 1814 pelo engenheiro William Hedley, o condutor Jonathan Forster e o ferreiro Timothy Hackworth para Christopher Blackett, proprietário da Wylam Colliery, mineração de carvão em Wylam, próximo a Newcastle upon Tyne, Inglaterra. Foi usada para transportar vagões de carvão de Wylam para as docas de Lemington-on-Tyne, em Northumberland.

## História

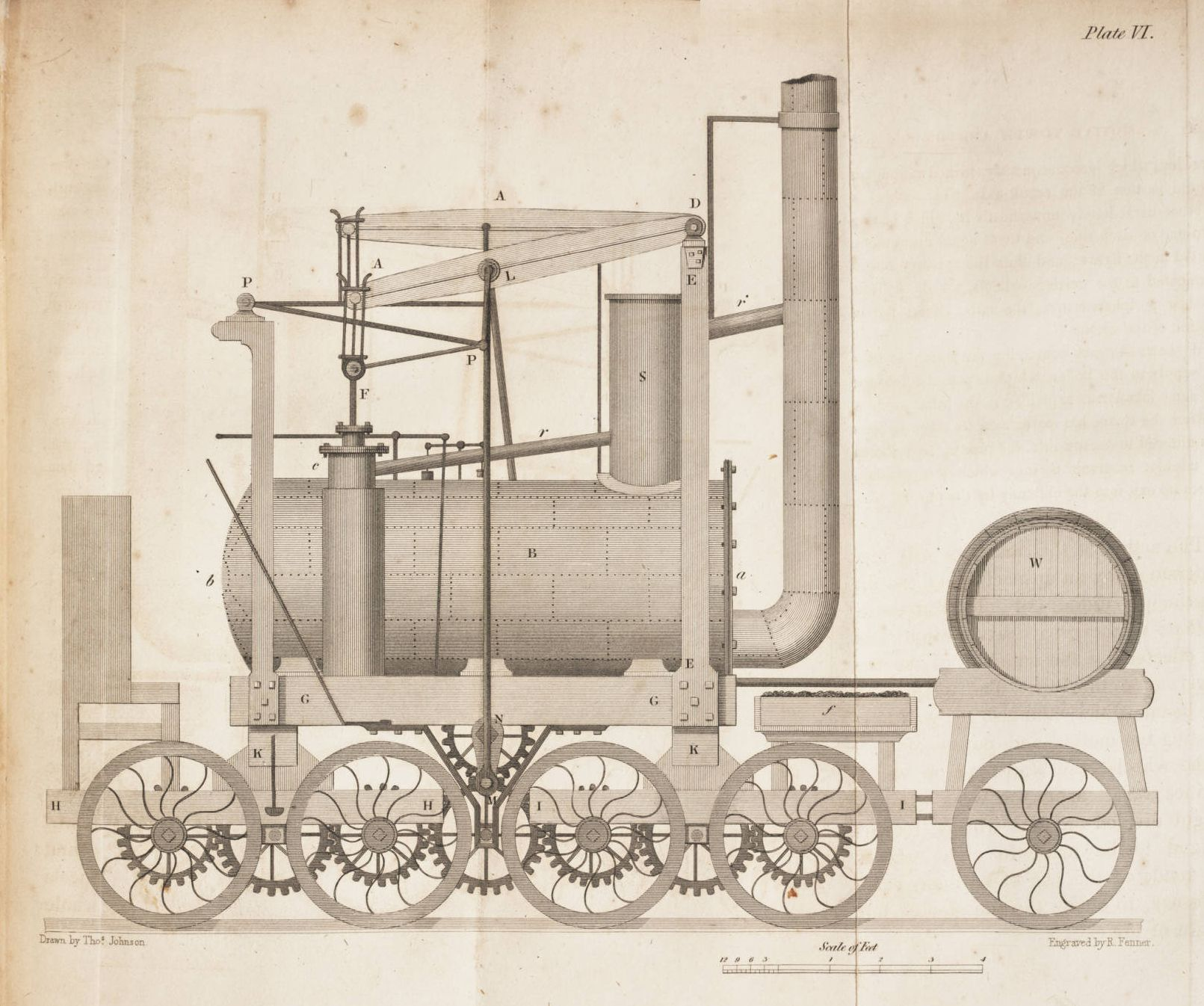
Forma de oito rodas acopladas

Puffing Billy foi um dos três motores similares construídos por Hedley, o engenheiro residente da Wylam Colliery, para substituir os cavalos utilizados como força motriz nas linhas férreas. Em 1813, Hedley construiu, para a empresa de carvão de Christopher Blackett em Wylam, os protótipos Puffing Billy e Wylam Dilly. Ambos foram reconstruídos em 1815 com dez rodas, mas foram devolvidos à sua condição original em 1830, quando a ferrovia foi refeita com trilhos mais fortes.
A edição de Setembro de 1814 da Annals of Philosophy menciona duas locomotivas com rodas dentadas (provavelmente Salamanca e Blücher), depois menciona "outra locomotiva a vapor em Newcastle, empregada para um propósito semelhante [transporte de carvão], e movendo-se sem qualquer roda dentada, simplesmente por seu atrito contra a via férrea". Pelo contexto, esta encontrava-se em um local diferente da Blücher. Então, provavelmente, tratava-se da Puffing Billy .
Puffing Billy permaneceu em serviço até 1862, quando Edward Blackett, herdeiro da Wylam Colliery, cedeu-a ao Patent Office Museum, em South Kensington, Londres (hoje Science Museum). Mais tarde, vendeu-a em definitivo para o museu por £200. Ainda está em exibição neste museu, até os dias atuais. Sua locomotiva irmã, Wylam Dilly, está preservada no Museu Real da Escócia, em Edimburgo.
Uma réplica foi construída e posta em execução pela primeira vez em 2006, no Beamish Museum. Outra réplica, construída em 1906 em uma oficina da Royal Bavarian State Railways, pode ser encontrada no Deutsches Museum, em Munique.

## Design

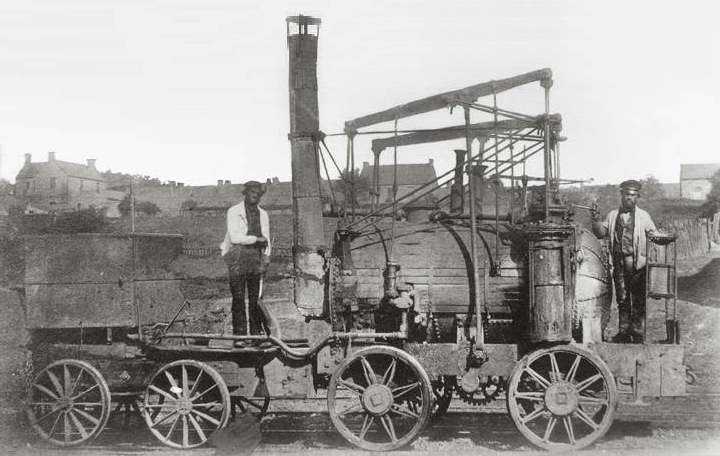
Forma final de quatro rodas, em 1862

Puffing Billy incorporou uma série de características inovadoras, patenteadas por Hedley, que se mostrariam importantes para o desenvolvimento das locomotivas. Possuía dois cilindros verticais de cada lado da caldeira, e parcialmente fechados por ela, e conduzia uma única cambota abaixo dos quadros, a partir da qual as engrenagens conduziam e também acoplavam as rodas, permitindo uma melhor tração.

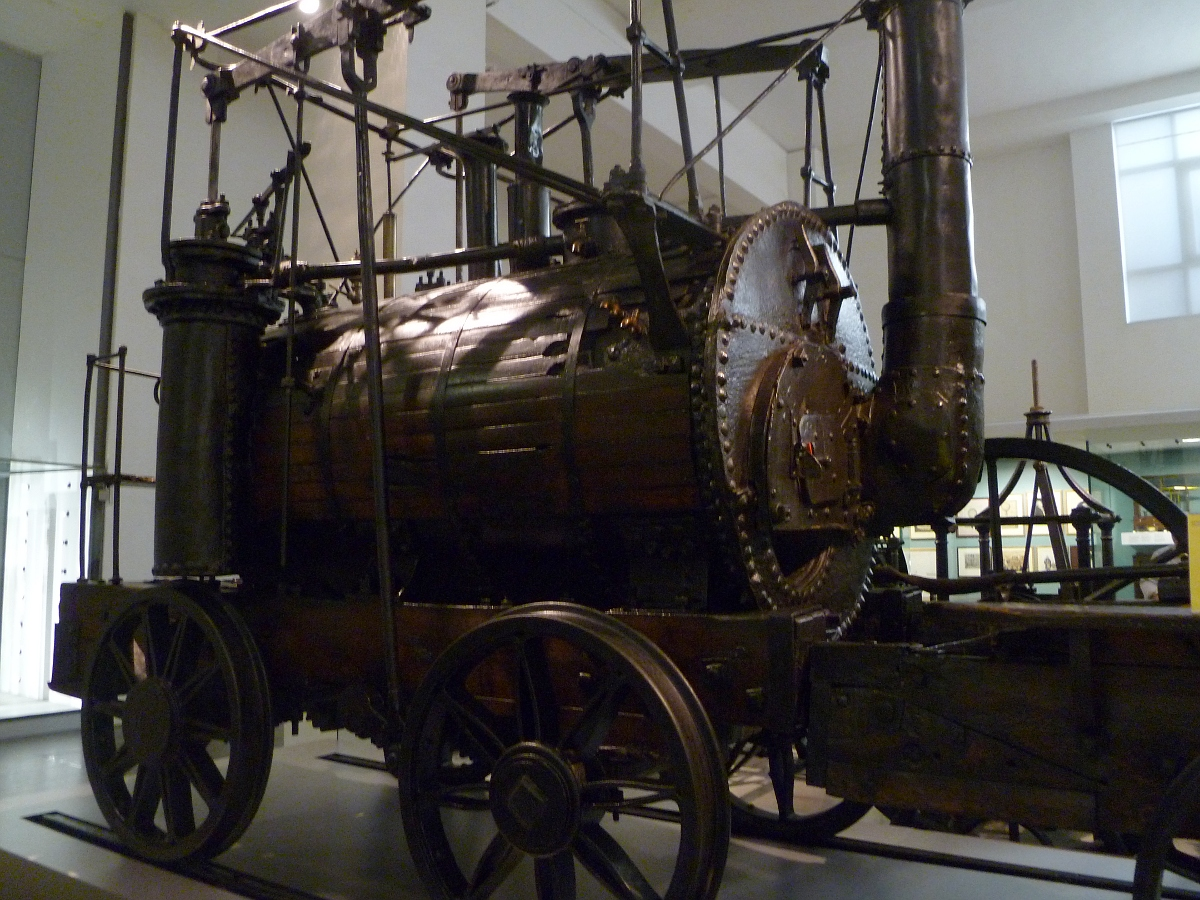
Aparência atual da locomotiva exposta no Science Museum (Londres), em 2011

No entanto, o motor possuía várias limitações técnicas sérias. Correndo em trilhos de ferro fundido, seu peso de oito toneladas era demasiado e os quebrou, encorajando os oponentes da tração das locomotivas a criticar a inovação. Este problema foi aliviado ao se redesenhar o motor com quatro eixos, de modo que o peso fosse distribuído de forma mais uniforme. O motor foi eventualmente reconstruído para um veículo de quatro rodas por volta de 1830, para suprir a melhoria da tecnologia dos trilhos. Não era particularmente rápido, sendo capaz de não mais de 5 mph (8 km/h).

## Legado
Puffing Billy exerceu influência importante sobre o engenheiro George Stephenson, que viveu localmente, e seu sucesso foi um fator chave na promoção do uso de locomotivas a vapor por outras mineradoras do nordeste da Inglaterra.
Também entrou na linguagem como uma metáfora para um viajante vivaz, e frases como "puffing like Billy-o" (soprando como Billy-o) e "running like Billy-o" (correndo como Billy-o), utilizadas na língua inglesa, foram derivadas do nome da locomotiva.